# Vision (Marvel Cinematic Universe)
Vision je fiktivní postava, ztvárněná Paulem Bettanym z Marvel Cinematic Universe. Postava je založena na stejnojmenné postavě z komiksů Marvel Comics. Vision je android vytvořený Ultronem, aby sloužil jako jeho organické tělo, ale Stark a Banner do něj nahráli vituálního asistenta Starka J.A.R.V.I.S.e. Takto vzniklý Vision se následně připojil k Avengers. Většina Visionových sil pochází z Kamene mysli v jeho čele, což ho také udržuje naživu.
Vision je jednou z hlavních postav MCU. Kromě Avengers: Age of Ultron se objevil v dalších dvou filmech, v hlavní roli v seriálu WandaVision a v animovaném seriálu Co kdyby…?.

## Fiktivní biografie

### Vznik a připojení se k Avengers
V roce 2015 je Starkův virtuální asistent J.A.R.V.I.S. zjevně zničen Ultronem, ale později se ukáže, že ve skutečnosti rozptýlil své vědomí po internetu, což umožnilo jeho bezpečnostním protokolům oddálit Ultronův pokus o přístup k jaderným odpalovacím kódům dostatečně dlouho na to, aby Stark zjistil, co se stalo. Avengers zajmou syntetické tělo vytvořené Ultronem, které je poháněno Kamenem myslim z Lokiho žezla. Stark a Banner do tohoto těla nahrají J.A.R.V.I.S.e jako základní software pro toto tělo. Po krátkém boji s ostatními Avengery, kteří s nahráním J.A.R.V.I.S.e nesouhlasí, Thor použije svůj blesk k dokončení procesu a vytvoří Visiona. Thor poté vysvětlí, že drahokam na jeho čele, jeden ze šesti Kamenů nekonečna, nejmocnějších objektů, které existují, byl součástí vize, kterou měl. Poté, co získá vědomí, Vision ujistí Avengers, že není Ultron, ale že není ani J.A.R.V.I.S. – Vision řekne, že „je na straně života“ a stojí tedy na straně Avengers. Během poslední bitvy v Sokovii bojuje Vision s Ultronovými hlídkami, zachrání Wandu Maximovovou z hroutícího se středu města a zničí Ultrona.
Po odchodu Starka, Bartona, Thora a Bannera, Steve Rogers a Nataša Romanovová naverbují Maximovovou, Wilsona, Rhodese a Visiona, aby se přidali k Avengers.

### Sokovijská dohoda
V roce 2016 se Vision postaví na stranu Starka a podepíše Sokovijskou dohodu. Zdůvodní to poznámkou, že od doby, co Stark přiznal svou identitu, se zvýšil počet nadpřirozených nebo vysoce nebezpečných událostí a že týmu pomůže vládní dohled.
Když Vision dohlíží na Maximovovou v základně Avengers, snaží se, aby se Wanda cítila pohodlně. Uvaří jí paprikáš a začne si s ní vytvářet romantický vztah. Vision později přemůže Bartona, který se snaží vymanit Wandu, ale Maximovová telekineticky zatlačí Visiona pod základnu. Vision poté odletí do Německa, aby pomohl Starkovi zastavit Rogersův tým. Během boje se snaží zneškodnit Wilsona, ale omylem sestřelí a ochromí Rhodese. Vision se po boji vrátí na základnu, kde přetrvává s Wandou a Rogersem.

### Infinity War
V roce 2018 je Vision ve vztahu s Wandou. Oba se skrývají ve Skotsku, přičemž Vision využívá své schopnosti, aby měl podobu člověka. Jedné noci je přepadnou Corvus Glaive a Proxima Midnight, děti Thanosovy, a Vision je zraněn. Jsou zachráněni Rogersem, Wilsonem a Romanovovou a všichni se vrátí na základnu Avengers, kde se setkají s Rhodesem a Bannerem. Po debatě Rogers řekne, že zná místo, kde by dokázali Visionovi vyjmout z hlavy Kámen, aniž by ho zabili. Tým se přesune do Wakandy, kde začne Visiona operovat Shuri. Chvíli poté přiměje útok Outriders Wandu, aby šla do bitvy, čímž nechá Shuri samotnou. Na tu zaútočí Glaive, ale Vision zabije Glaive svou vlastní zbraní v lese. Poté, co Thanos dorazí do Wakandy, Vision přesvědčí Wandu, aby zničila Kámen mysli, což také udělá, nicméně Thanos použije Kámen času, který získal od Strange, aby zvrátil zničení Kamene mysli, což mu ho umožnilo vytrhnout z Visionovy hlavy a tak ho zabít.

### Život ve Westview
V roce 2023, S.W.O.R.D., který získal deaktivované tělo Visiona z Wakandy na něm provádí experimenty. Wanda, která si přeje dát Visionovi důstojný pohřeb, jde do ústředí S.W.O.R.D.u, ale je jí řečeno, že Vision je státním majetkem a nemůže ho odnést. Poté, co opustila základnu S.W.O.R.D.u, jde Wanda do městečka Westview v New Jersey, a ve svém smutku vytvoří falešnou realitu (Hex), a falešného Visiona.
Ve falešné realitě jsou ona a Vision manželé a žijí na předměstí. Vision má práci, kde udivuje své spolupracovníky svou rychlostí, ale není si jistý, co jeho společnost skutečně dělá. Poté, co Wanda rychle postoupí v těhotenství, Vision využije svou super rychlost a na okamžik se zdá, že si uvědomí, že s jejich okolím není něco v pořádku. Když si to uvědomí, začne zpochybňovat roli Wandy ve Westview, použije své schopnosti číst myšlenky na jednoho ze svých spolupracovníků a zjistí, že je pod kontrolou mysli. To vede k hádce mezi Visionem a Wandou. Vision, který je stále podezřelý, jde na okraj Westview a zde najde obyvatele zamrzlé na místě mimo jejich domovy. Vision najde šestihrannou (Hex) bariéru a pokusí se odejít, ale začne se rozpadat. Řekne agentům S.W.O.R.D.u, že lidé z Westview potřebují pomoc. Vision je poté obnoven poté, když Wanda rozšířila Hex.
Později, S.W.O.R.D. využije Wandiny schopnosti z dronu k reaktivaci Visiona, nyní s bílým tělem. Bílý Vision jde do Westview, pod rozkazy najde Wandu, napadne ji, ale je zastaven původním Visionem. Bojují, aniž by žádný z nich získal převahu, dokud Bílý Vision neuvede, že Vision musí být zničen, na což Vision odpoví, že není skutečným Visionem, ale pouze vytvořeným Visionem. Začnou diskutovat o paradoxu Théseovy lodi a vzájemně se shodnou, že oba ve stavu bytí a nebytí jsou pouze vizí. Později, Bílý Vision obnoví Visionovi skutečné vzpomínky na Avengers a jeho lásku k Wandě, což způsobí, že si uvědomí, že on je skutečný Vision.
Později se Vision dozví, že je vzpomínkou na Wandu, která byla vytvořena prostřednictvím Kamene mysli, a řekne své poslední sbohem, než zmizí z existence, když Wanda odstraní Hex.

## Alternativní verze

### Co kdyby…?

#### Zombie
V alternativním roce 2018 přivede Hank Pym na Zemi kvantový virus, který infikuje několik lidí včetně Wandy Maximovové a promění ji v zombie. Vision, díky tomu, že je anorganický, je schopen ji udržet v táboře Lehigh. Tam experimentuje s Kamenem mysli, aby našel lék a podaří se mu vyléčit Scotta Langa a uchovat jeho useknutou hlavu ve sklenici. Vision však není schopen Wandu vyléčit kvůli jejím magickým schopnostem, což ho vede k tomu, že unese T'Challu a nakrmí jí části jeho těla. Poté, co přeživší členové Avengers a jejich spojenci dorazí na základnu, Vision předá Kámen mysli Bannerovi, přičemž se při tom zabije.

#### Ultronova výhra
V alternativním roce 2015 Ultron úspěšně přenese své vědomí do Visionova těla a po získání dalších pěti kamenů nekonečna od Thanose zabije většinu Avengerů a odstraní veškerý život ve vesmíru. Poté, co se Ultron dozvěděl o Watcherovi a existenci jiných realit, cestuje do mezi-dimenze, odkud má přístup ke každé časové ose v multiversu, s úmyslem dobýt každou z nich. Jeho plán je však zmařen Watcherem a Strážci multiversa, kteří nahrají mysl Arnima Zoly do jeho těla a umožní mu vymazat jeho vědomí. Erik Stevens, který se obrátil a snaží se získat kontrolu nad Kameny nekonečna je spolu se Zolou zmražen v kapesní dimenzi Doctor Strange Supreme.

## Výskyt

### Filmy
- Avengers: Age of Ultron
- Captain America: Občanská válka [5]
- Avengers: Infinity War

### Seriály
- WandaVision
- Co kdyby…? [6]